# Prințesa (film din 1966)
Prințesa (titlul original: în suedeză Prinsessan) este un film dramatic suedez, realizat în 1966 după romanul omonim a scriitorului finlandez Gunnar Mattsson, de regizorul Åke Falck. Filmul a fost prezentat la al 5-lea Festival Internațional de film din Moscova unde actrița Grynet Molvig a câștigat premiul pentru cea mai bună actriță. 

## Conținut
Tânăra soră medicală Seija, suferă de o boală foarte rară limfogranulomatoză, care provoacă o mâncărime insuportabilă a ganglionilor limfatici și care aproape sigur, duce la moarte. Toți medicii care au consultat-o, i-au prezis o durată de viață de doar câteva luni. Nesigură, Seija oscilează între pofta de viață și uneori gândul la suicid. Tânărul jurnalist Gunnar Mattsson află despre aceste lucruri abia după ce s-a îndrăgostit de Seija, în care vedea fata visurilor sale. Împotriva tuturor condițiilor potrivnice, Gunar o cere in căsătorie și Seija chiar rămâne gravidă, contrar indicațiilor medicilor și trebuind să întrerupă tratamentul cu raze, care ar dăuna fătului. Contrar previziunilor medicale și ale oricărei rațiuni, Seija dă naștere unui copil sănătos iar după naștere inexplicabil dispar de asemenea toate simptomele de boală ale Seijei...

## Distribuție
- Grynet Molvig – Seija
- Lars Passgård – Gunnar
- Monica Nielsen – Pirjo
- Birgitta Valberg – doctor
- Tore Bengtsson – doctor
- Thore Segelström – doctor
- Tore Lindwall – Geburtshelfer
- Axel Düberg – Vikar
- Heinz Spira – Chum

## Premii
- 1967: Al 5-lea Festival Internațional de film din Moscova - premiul pentru cea mai bună actriță (Grynet Molvig)

## Legături externe
- Prințesa la Internet Movie Database